# Mariologie

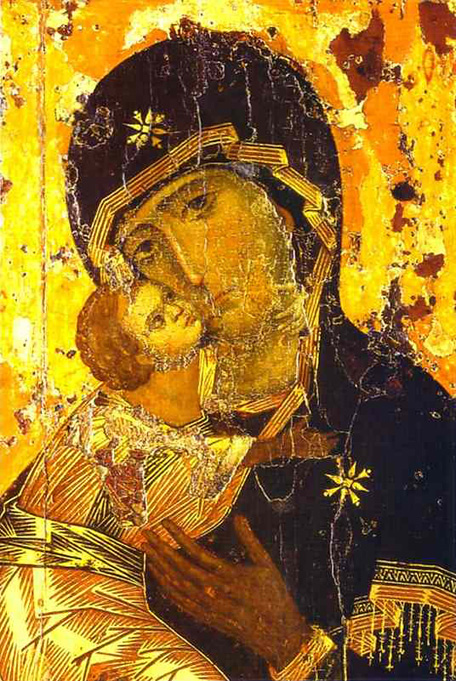
Vierge de Vladimir, icône du XIIe siècle, galerie Tretiakov, Moscou.

La mariologie est la branche de la théologie chrétienne qui étudie la place de Marie, mère de Jésus-Christ, dans le mystère du salut du monde. De même que la christologie et la pneumatologie étudient respectivement le Christ et le Saint-Esprit, la mariologie étudie ce qui concerne Marie, mais jamais indépendamment du mystère du Christ.
La mariologie se fonde sur la tradition ancienne des Pères de l'Église et des premiers conciles œcuméniques et fournit des bases théologiques au culte marial.

## Mariologie catholique et orthodoxe
Pour les orthodoxes comme pour les catholiques, la mariologie est indissociable de la christologie; la théologie ne peut les séparer car l'Incarnation occupe une place centrale dans la christologie.
Dans le catholicisme, la mariologie étudie, entre autres, les titres donnés par la tradition populaire à Marie, ou bien que l'Église catholique rejette. Ce mot, synonyme de théologie mariale, est consacré par l'usage. Par exemple, il figure deux fois dans l'encyclique de Jean-Paul II Redemptoris Mater. De même, il existe des colloques internationaux de mariologie. Secondairement, elle étudie les aspects du culte marial, ou culte d'hyperdulie, rendu à Marie et aux apparitions qui lui sont attribuées. L'Église catholique ne reconnaît qu'une quinzaine de ces apparitions.

### Opposition protestante
Les Églises issues de la Réforme protestante ont quant à elles abandonné le culte marial dès le XVIe siècle, en même temps que le culte des saints. Henri de Lubac signale, en s'appuyant sur le protestant Karl Barth, que le dogme marial est le dogme critique, au centre du catholicisme, qui éclaire ses divergences avec le protestantisme, parce que la mariologie résume symboliquement la doctrine catholique de la coopération humaine au salut, dans une sorte de synthèse du dogme de l'Église.
Selon Roger Mehl, c'est la notion catholique de « développement du dogme » qui a permis l'évolution contrôlée par le magistère qui a fait passer« des données extrêmement fragiles sur le rôle de Marie dans l'économie du salut aux grands dogmes mariologiques ». Il ajoute que la théologie protestante ne saurait prolonger le message biblique « dans des directions qu'il n'indique pas, à plus forte raison dans des directions qui, telle la mariologie, le déséquilibrent ».

## Histoire de la mariologie

### Des premiers siècles à la Renaissance
Les nombreux textes apocryphes postérieurs aux Évangiles ont contribué à développer la mariologie. Le plus important d'entre eux est sans doute le Protévangile de Jacques, datable du milieu du IIe siècle et qui se dit écrit par Jacques le Juste. C'est lui qui développe le thème de l'absolue pureté de Marie en rajoutant à sa virginité perpétuelle le fait qu'elle-même ait été conçue de façon miraculeuse malgré la stérilité de sa mère Anne. Le catholicisme voit dans ce miracle l'ébauche du dogme de l'Immaculée Conception, mais l'Église orthodoxe rejette ce point de vue qui tend à isoler la Mère de Dieu du reste de l'humanité.
Le catholicisme a insisté sur les thèmes suivants : célébration d'Anne et de Joachim, les parents de la Vierge, Présentation de la Vierge au Temple, Éducation de la Vierge, tous issus du Protévangile de Jacques.
La mariologie se développe à la fois dans les Églises d'Orient et d'Occident une fois que le premier concile de Nicée a établi le dogme de la consubstantialité de Jésus-Christ. Marie est appelée la « nouvelle Ève », celle qui met fin au péché originel en enfantant le Christ. En 431, au concile d'Éphèse, la définition dogmatique de Marie, mère de Dieu, est donnée. Sa pureté est réaffirmée par la croyance en l'Assomption, attestée dès la seconde moitié du VIe siècle, suivant en cela le récit de la Dormition de Marie.
L'orthodoxie vénère la Mère de Dieu d'une façon un peu différente. On ne parle pas de « culte marial » car la dévotion à Marie est toujours christologique et christocentrique. À partir du VIIe siècle, dans l'hymne acathiste, Marie porte le titre de « Général en chef de nos armées ». Pleine de maturité et d'énergie, elle organise la résistance contre les ennemis et contre les démons.

### LeXIXesiècle
En France, la notion de combat semble au cœur des représentations de la Vierge au XIXe siècle, qui lui associe Jeanne d'Arc dans la défense de l'Église contre l'impiété et le républicanisme. Dans l'ensemble du monde catholique, l'Immaculée Conception devient un dogme en 1854, et la dévotion du rosaire gagne en ampleur après les apparitions de Lourdes. Quelques décennies plus tard, le pape Pie XII instituera l'Assomption en dogme (1950).

## La mariologie catholique

### Les quatre dogmes mariaux
Les définitions dogmatiques concernant Marie sont au nombre de quatre.
En 431 le concile d'Éphèse proclame le dogme de la maternité divine : Marie est la "Théotokos", qui a enfanté Dieu ou Mère de Dieu.
En 649, le pape Martin Ier au synode de Latran proclame le dogme de sa virginité perpétuelle : Marie était vierge avant la naissance de Jésus, et elle l'est restée jusqu'à sa mort,.
En 1854, Pie IX définit le dogme de l'Immaculée Conception : Marie n'est pas atteinte par le péché originel.
En 1950, Pie XII définit le dogme de l'Assomption.
En outre, le concile Vatican II lui attribue un certain nombre de qualificatifs :  "La bienheureuse Vierge est invoquée dans l'Église sous les titres d'avocate, d'auxiliatrice, de secourable, de médiatrice, tout cela cependant entendu de telle sorte que nulle dérogation, nulle addition n'en résulte quant à la dignité et à l'efficacité de l'unique Médiateur, le Christ." (Lumen Gentium no 62, repris dans le Catéchisme de l'Église catholique no 969).

### Débat sur «Marie corédemptrice»
La notion de « Marie corédemptrice », née au Moyen Âge, a fait l'objet de débats au cours de la première moitié du XXe siècle, avant d'être rejetée comme contraire à la foi chrétienne (il n'y a qu'un seul Rédempteur : Jésus-Christ) lors du concile Vatican II, qui ne l'emploie pas.
À partir de la fin du XIXe siècle, le titre fut utilisé par plusieurs papes (Léon XIII et Pie XII, mais surtout Pie X et Pie XI). Bernard Sesboüé rappelle que Vatican II a d'abord hésité sur le lieu où il serait question de Marie : dans une constitution indépendante ou dans le cadre de la constitution dogmatique sur l'Église,  Lumen Gentium. Il fut décidé, à une faible majorité, de choisir la seconde solution. C'est à cette occasion qu'a été étudiée l'éventualité d'un « cinquième dogme marial », c'est-à-dire celui de « Marie corédemptrice ».
Marie demeurait en effet « dans certains milieux l'objet d'une dévotion et d'une théologie héritées du mouvement marial antérieur à Vatican II ». Or le concile « a exprimé un refus net de continuer dans cette voie, qui ne correspond ni à la nature ni à la visée des définitions dogmatiques ». Le concile a mis fin au débat en rappelant que Jésus-Christ est l'unique rédempteur et que Marie ne saurait être corédemptrice. La constitution Lumen Gentium indique : « C’est pourquoi la bienheureuse Vierge est invoquée dans l’Église sous les titres d’avocate, auxiliatrice, secourable, médiatrice, tout cela cependant entendu de telle sorte que nulle dérogation, nulle addition n’en résulte quant à la dignité et à l’efficacité de l'unique Médiateur, le Christ », « Aucune créature en effet ne peut jamais être mise sur le même pied que le Verbe incarné et rédempteur ».
Cependant, pendant plusieurs années après le concile, le débat s'est poursuivi sous forme d'initiatives individuelles et de requêtes adressées au Saint-Siège. Celui-ci, pour examiner la question, a formé en 1996 une commission de quinze théologiens qui s'est réunie à Czestochowa. Cette commission a répondu à l'unanimité :

« Tels qu'ils sont proposés, les titres apparaissent ambigus, car on peut les comprendre de manières différentes. Il est apparu, de plus, que l'on ne doit pas abandonner la ligne théologique suivie par le concile de Vatican II, qui n'a voulu définir aucun d'entre eux. Dans son magistère, il n'a pas employé le mot Corédemptrice et il a fait un emploi très sobre des titres de Médiatrice et d' Avocate. En réalité, le terme de Corédemptrice n'est pas employé par le magistère des Souverains Pontifes, dans des documents importants, depuis l'époque de Pie XII. À cet égard, il y a des témoignages du fait que ce pape a évité intentionnellement de l'employer (...) Enfin, les théologiens, spécialement les théologiens non catholiques, se sont montrés sensibles aux difficultés œcuméniques qu'entraînerait une définition de ces titres. »

L'Académie pontificale mariale internationale a commenté en ces termes la réponse de la commission : « La réponse de la Commission, intentionnellement brève, fut unanime et précise : il n'est pas opportun d'abandonner le chemin tracé par le concile de Vatican II et de procéder à la définition d'un nouveau dogme. » Elle se déclare même surprise par la demande de définition du titre de corédemptrice, « à l'égard duquel le magistère nourrit des réserves et qu'il écarte systématiquement ».
Le cardinal Joseph Ratzinger, alors préfet de la Congrégation pour la doctrine de la foi, a développé ce point en précisant :

« Le concept de corédemptrice s'écarte aussi bien de l'Écriture que des écrits patristiques. [...] Tout vient [du Christ], comme le soulignent les épîtres aux Éphésiens et aux Colossiens. Marie aussi est tout ce qu'elle est par lui. Le terme de corédemptrice obscurcirait cette donnée originelle. Une bonne intention s'exprime dans un mauvais vocable. Dans le domaine de la foi, la continuité avec la langue de l'Écriture et des Pères est essentielle. La langue n'est pas manipulable à volonté. »

### La dévotion mariale
Ces dernières années, sans pour autant désavouer le culte à la Vierge, l'Église s'est efforcée d'en contenir certains excès. Le concile Vatican II considère comme légitime et nécessaire la dévotion à la Vierge, mais met en garde les fidèles, comme le rappelle le pape Jean-Paul II :

« Le concile engage les théologiens et les prédicateurs à éviter toute exagération comme toute attitude minimaliste dans la façon de considérer la dignité de Marie. Car, en vénérant l'image, on honore la personne de la Mère de Dieu. L'authentique doctrine mariale, dans la fidélité à l'Écriture et à la Tradition, se réfère au Christ : en Marie, tout vient du Christ et est orienté vers Lui. Enfin, les Pères conciliaires mettent en garde contre la vaine crédulité et la prédominance des sentiments. La dévotion mariale authentique pousse à une affection filiale envers la Vierge et suscite la ferme décision d'imiter ses vertus. »